# Tuberoză
Tuberoza sau chiparoasa (Polianthes tuberosa) este o plantă erbacee perenă, din familia asparagaceelor, originară din Mexic, introdusă în Europa și Asia, cu o tulpina înaltă de circa 100 cm  și o tulpină subterană sub formă de bulbo-tubercul, flori albe mari, plăcut mirositoare, care înflorește în iunie-septembrie. Se cultivă ca plantă ornamentală pentru flori tăiate, iar esența ei cu miros exotic este inclusă în parfumuri celebre. În unelele țări florile și bulbii sunt folosiți ca remediu în tratarea unor boli.

## Istorie
În Mexic, tuberoza era frecvent cultivată pentru parfumarea curților interioare și a grădinilor, și era o componentă a buchetelor pentru mireasă. Aztecii o cultivau pentru a extrage un ulei esențial care era folosit pentru a parfuma ciocolata.  
Primii bulbi de tuberoză au fost importați în Europa de către un misionar francez în 1530, care le-a cultivat în secret în grădina unei mănăstiri de lângă Toulon. În secolul al XVII-lea, alți bulbi din India și Persia au fost introduși în Toulon, Languedoc, Liguria italiană și Provența. În Italia, fetele tinere nu aveau voie să se plimbe seara în grădinile în care creștea tuberoza deoarece ele nu ar fi putut să reziste tinerilor, fiind amețite de parfumul ei erotic. 

## Utilizări
Tuberoza este larg răspândită, inclusiv în România, ca plantă ornamentală și pentru flori tăiate; principalele zone de cultivare sunt Mexic și India (Bengalul de Vest). 
Este cultivată pe scară largă în sudul Franței, Spania, Italia, India, Egipt, Maroc, Tunisia, Reunion, Taiwan, Filipine și diverse insule din Polinezia pentru concretul său, care este foarte mult solicit atât în cosmetologie cât și în parfumerie.
Concretul tuberozei (produsul solid aromatic obținut din florile tuberozei) se folosește în cosmetologie și intră în compoziția parfumurilor cu notă centrală persistentă, de iasomie, balsamică, picantă sau orientală. El se găsește în câteva parfumuri celebre: "Tubereuse Indiana" (produs de Creed,  1980), "Poison" (produs de Christian Dior, 1985), "Byzance" (produs de Rochas, 1987), "Tubéreuse Criminelle" (produs de Serge Lutens, 1999).
Concretul tuberozei intră, de asemenea, în compoziția mai multor amestecuri de tămâie.
Absolutul tuberozei (uleiul esențial pur obținut prin extracția dublă cu solvent din florile tuberozei) este utilizat în industria alimentară pentru a da unor alimente o savoare de căpșuni.
Fructele și florile fierte sunt consumate în Filipine.

## Utilizarea în medicină

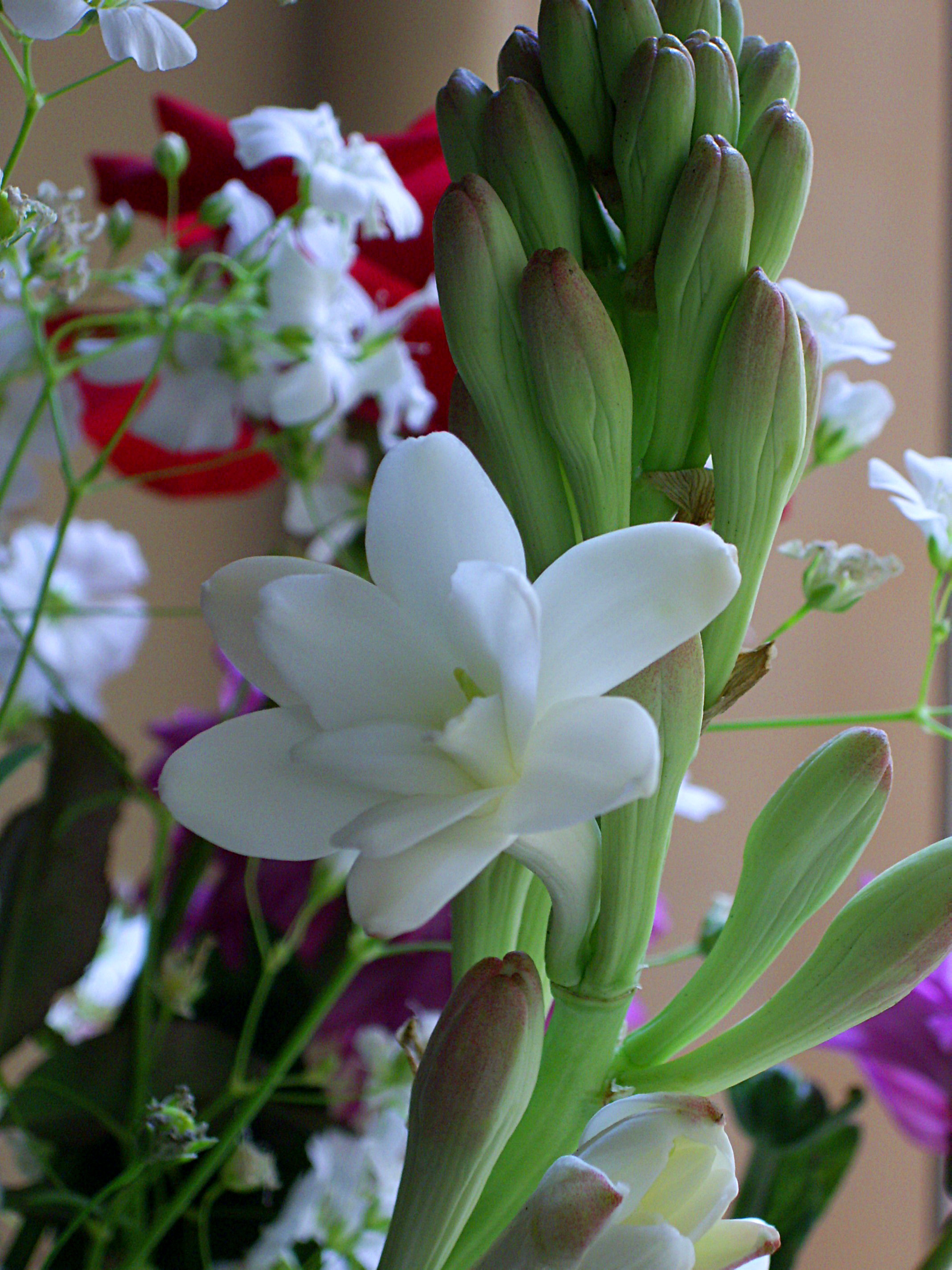

În Cambodgia, Laos și Vietnam, bulbii tuberozei sunt utilizați pentru a calma spasmele și pentru tratarea malariei. În Filipine, bulbii sunt fierți în apă pentru a face un lichid utilizat în tratamentul gonoreei și furunculelor. În China, bulbii sunt utilizați în tratamentul arsurilor, infecților și edemelor. . Florile și bulbii sunt folosiți ca remediu în tratarea unor boli în India.  În Cuba tuberoza este considerată ca o plantă magică și este folosită în medicină. 

## Compuși chimici
Compusul principal al fracțiunii volatile din absolutul florilor tuberozei este (E)-metil izoeugenol (un compus fenilpropanoid), care reprezintă 10-20%. Conține și alți esteri: metil benzoatul și benzil benzoatul, care contribuie de asemenea la proprietățile organoleptice. Alte componente minore sunt lactona de iasomie, metil antranilatul, care îmbogățesc gamă organoleptică. Conține și molecule inodore: acizi grași (acid palmitic, linoleic și linolenic), care pot ajunge la 20% din fracțiunea volatilă.